# Gladiolus dzavakheticus
Gladiolus dzavakheticus är en irisväxtart som beskrevs av Eristavi. Gladiolus dzavakheticus ingår i släktet sabelliljor, och familjen irisväxter. Inga underarter finns listade i Catalogue of Life.